# Papierfabrik zum Bruderhaus
Die Papierfabrik zum Bruderhaus ist eine Papierfabrik in Dettingen an der Erms. Sie wurde 1861 als soziale Einrichtung von Gustav Werner gegründet, ging durch zwei Konkurse und existierte unter diesem Namen bis 1981. Nach mehreren Eigentümerwechseln wurde sie unter anderen Namen bis heute fortgeführt.

## Gründung

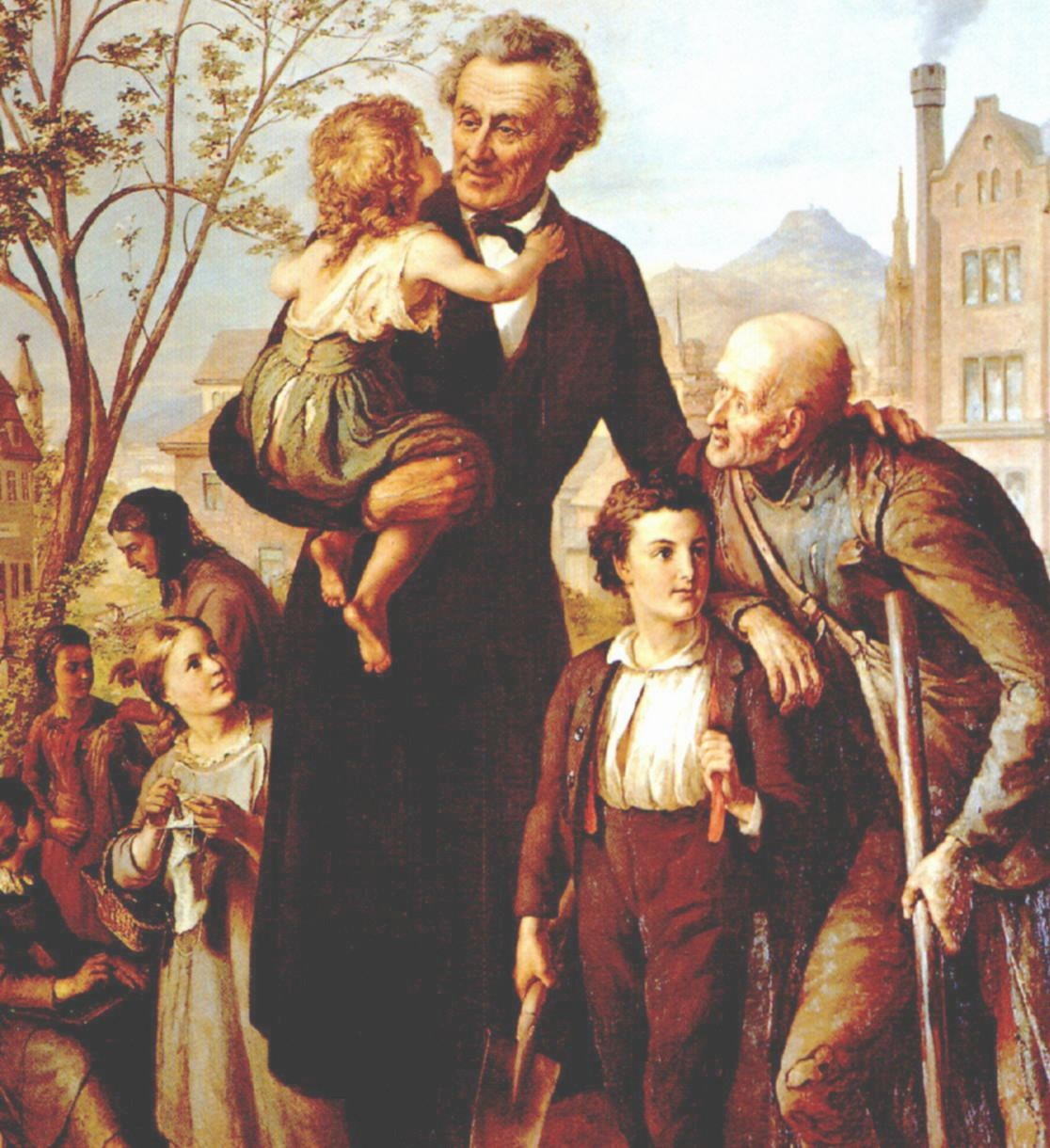
Gründer Gustav Werner als Wohltäter, im Hintergrund die Fabrik.

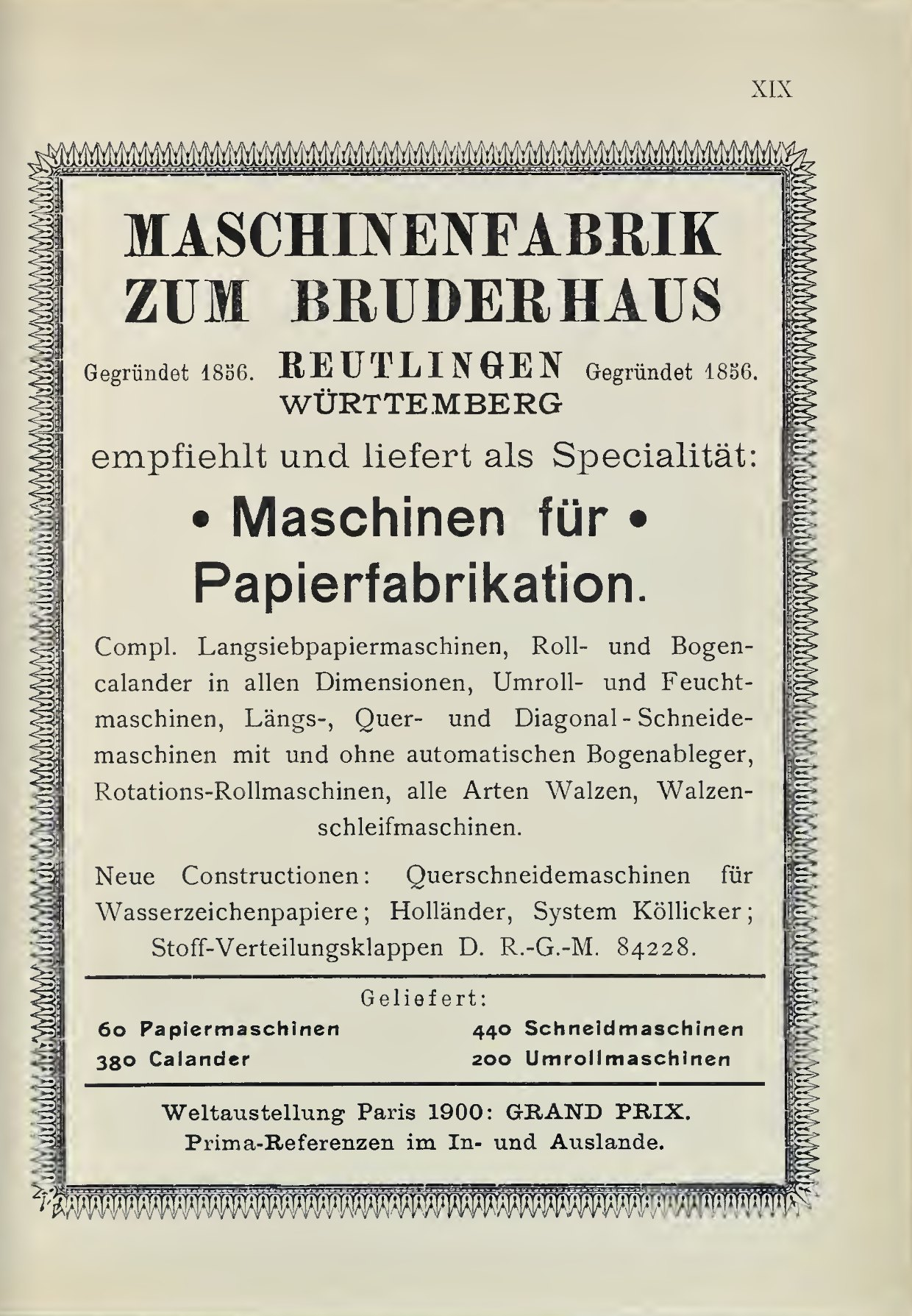
Publicity Maschinenfabrik zum Bruderhaus 1905

Gründer der Papierfabrik ist Gustav Werner (1809–1887), evangelischer Pfarrer und Stifter der Gustav-Werner-Stiftung in Reutlingen. Er hatte sich zur Aufgabe gemacht, notleidenden Menschen Teilhabe an Arbeit, Heimat und Bildung zu ermöglichen. Seine diakonische Arbeit beinhaltete, Arbeits- und Ausbildungsplätze für benachteiligte Menschen zu schaffen. Sein Augenmerk galt vor allem Waisen und behinderten Menschen. Er wollte die beginnende industrielle Revolution mit den Gedanken der christlichen Nächstenliebe verbinden. Er stellte sich vor, dass die Tätigkeit des Einzelnen unentgeltlich aber gegen Gewährung von lebenslanger Verköstigung und Unterkunft zu leisten sei.
Mit diesem Ziel gründete er die Papierfabrik zum Bruderhaus und später auch die Maschinenfabrik zum Bruderhaus. Zu diesem Zweck kaufte er 1850 die leerstehende Schwarzwälder’sche Papierfabrik in Reutlingen. Als Kapital gewährten zahlreiche Spender Einzeldarlehen. Der Standort in Reutlingen erwies sich jedoch als ungünstig erwiesen, weil die Wasserkraft nicht ausreichte, eine Papierfabrik zu betreiben.
1857 erwarb Gustav Werner in Dettingen an der Erms ein Baugelände für eine neue Papierfabrik, unmittelbar an dem Fluss Erms, deren Wasserkraft für die Papierherstellung geeignet war. Mit einer waghalsigen Finanzierung wurde 1859 mit dem Bau der Papierfabrik begonnen: Für den Bau wurden zu einem guten Teil Eigenleistungen der Mitarbeiter von Gustav Werner erbracht. Das Bauwerk wurde nach dem damaligen Stand der Technik hochmodern erstellt und mit den neuesten Maschinen ausgestattet. Am 26. Dezember 1861 erfolgte in Gegenwart von 2000 Personen die feierliche Einweihung.

## Der erste Konkurs
Die Papierfabrik startete sehr gut, doch bald gab es finanzielle Schwierigkeiten. Die ungenügende Finanzierung schlug auf das Ergebnis durch. Akzeptierte Wechsel platzten. Das Unternehmen war insolvent. Am 23. November 1863 musste Gustav Werner beim Oberamtsgericht Reutlingen Konkurs anmelden. Das Gericht gestattete die Weiterführung des Werkes unter genauer Kontrolle von Ein- und Ausgaben und dem Gebot, die bis zu diesem Termin gemachten Schulden zu Tilgen. Die württembergischen Landstände bewilligten einen Zuschuss von 50.000 Gulden.
Die Rettung kam mit der Gründung eines sogenannten Aktienvereins, an dem Gläubiger teilnahmen, in den aber auch Spendengelder einflossen. Der Aktienverein übernahm die gesamten Aktiva und Passiva und leitete das Unternehmen fortan unter wirtschaftlichen Gesichtspunkten. Damit gelang die Sanierung des Unternehmens. Der Aktienverein löste sich erst im Jahre 1891 auf. Die Papierfabrik ging dann wieder auf die Gustav-Werner-Stiftung über.
Das Unternehmen beschäftigte damals rund 240 Arbeitnehmer. Es wurde Lehrlingsausbildung betrieben. Pfleglinge der Gustav-Werner-Stiftung konnten jedoch nur beschränkt zum Falzen, Glätten und Sortieren des Papiers eingesetzt werden.

## Papierfabrik zum Bruderhaus GmbH
Zum 1. Januar 1959, 70 Jahre später, wurde die bis dahin unselbstständige Zweigstelle der Gustav-Werner-Stiftung in die Bruderhaus Papierfabrik GmbH ausgegründet. Kurz darauf kam die Papierfabrik erneut in eine Krise. Infolge ihrer Zahlungsschwierigkeiten musste es in den Jahren 1963 bis 1965 öffentliche Finanzhilfen in Anspruch nehmen. Betriebsverluste der Papierfabrik in Millionenhöhe wurden durch Verzichte auf Darlehen der Gustav-Werner-Stiftung ausgeglichen.

## Der zweite Konkurs
In den Jahren 1975 bis 1979 arbeitete das Unternehmen ständig mit Verlusten. Die Umsätze schwanken zwischen 60 und 96 Mio. DM und führten zu jährlichen Betriebsverlusten zwischen 5,4 und 7,5 Mio. DM. Auch die Zahl der beschäftigten Arbeitnehmer schwankte zwischen 374 im Jahre 1975 und 473 im Jahre 1979. Nach Vorlegen einer vorläufigen Bilanz zum 31. Dezember 1980 war die Gustav-Werner-Stiftung verpflichtet, einen Verlustausgleich in Höhe von 12 Mio. DM zu erbringen. Dazu war die Stiftung nicht mehr in der Lage, weil auch das Schwesterunternehmen, die Maschinenfabrik zum Bruderhaus in Reutlingen, mit Verlusten arbeitete.
Am 17. Februar 1981 stellte das Unternehmen deshalb beim Amtsgericht Reutlingen Antrag auf Eröffnung des gerichtlichen Vergleichsverfahrens zur Abwendung des Konkurses. Dieses führte am 27. April 1981 zur Eröffnung eines Anschlusskonkursverfahrens, weil die Mindestquote für den gerichtlichen Vergleich von 35 % nicht erbracht werden konnte. Als Verwalter war der Stuttgarter Rechtsanwalt Dr. Volker Grub bestellt. Er veräußerte bereits drei Tage später die Assets der Papierfabrik an die Firma Gebr. Buhl GmbH & Co. in Ettlingen, vertreten durch deren Geschäftsführer Georg Kuhbandner und den Pforzheimer Rechtsanwalt Clemens Ladenburger. Von 420 Arbeitnehmern wurden lediglich 244 Personen übernommen, da eine von drei Papiermaschinen stillgelegt werden sollte. Die Papierfabrik zum Bruderhaus wurde dann als unselbständiges Werk der der Gebr. Buhl GmbH & Co. fortgeführt.
Grub schloss das Konkursverfahren im Jahr 1987 ab. Von Forderungen der Konkursgläubiger in Höhe von 42. Mio. DM wurde eine Quote von 5 % Prozent ausgezahlt.

## Fortführung unter anderen Namen bis heute
1991 übernahm die englische Arjo Wiggins Appelton p.l.c. die Gebr. Buhl GmbH & Co. unter Beibehaltung ihres Namens. Die ehemalige Papierfabrik zum Bruderhaus wurde damit eine von 22 Papierfabriken der Arjo Wiggins. Der Firmensitz wurde von Ettlingen nach Dettingen an der Erms verlegt.
Im März 2011 erwarb der finnische Papierhersteller Munksjö AB, Helsinki, die Arjo Wiggins Deutschland GmbH und mit ihr die Papierfabrik in Dettingen, die jetzt den Namen Munksjö Dettingen GmbH  trägt.
Im Jahre 2017 wurde die Munksjö AB mit dem finnischen Konzern Ahlstrom AB, Helsinki verschmolzen. Seitdem heißt die Papierfabrik in Dettingen Ahlstrom-Munksjö Dettingen GmbH und ist damit Teil des Weltkonzerns Ahlstrom-Munksjö mit 45 Produktionsstätten. Die Papierfabrik stellt auf zwei Papiermaschinen Dekor- und Dünndruckpapiere her. Der jährliche Ausstoß beträgt rund 55.000 Tonnen. Sie beschäftigt 220 Arbeitnehmer.